# Cucina capoverdiana

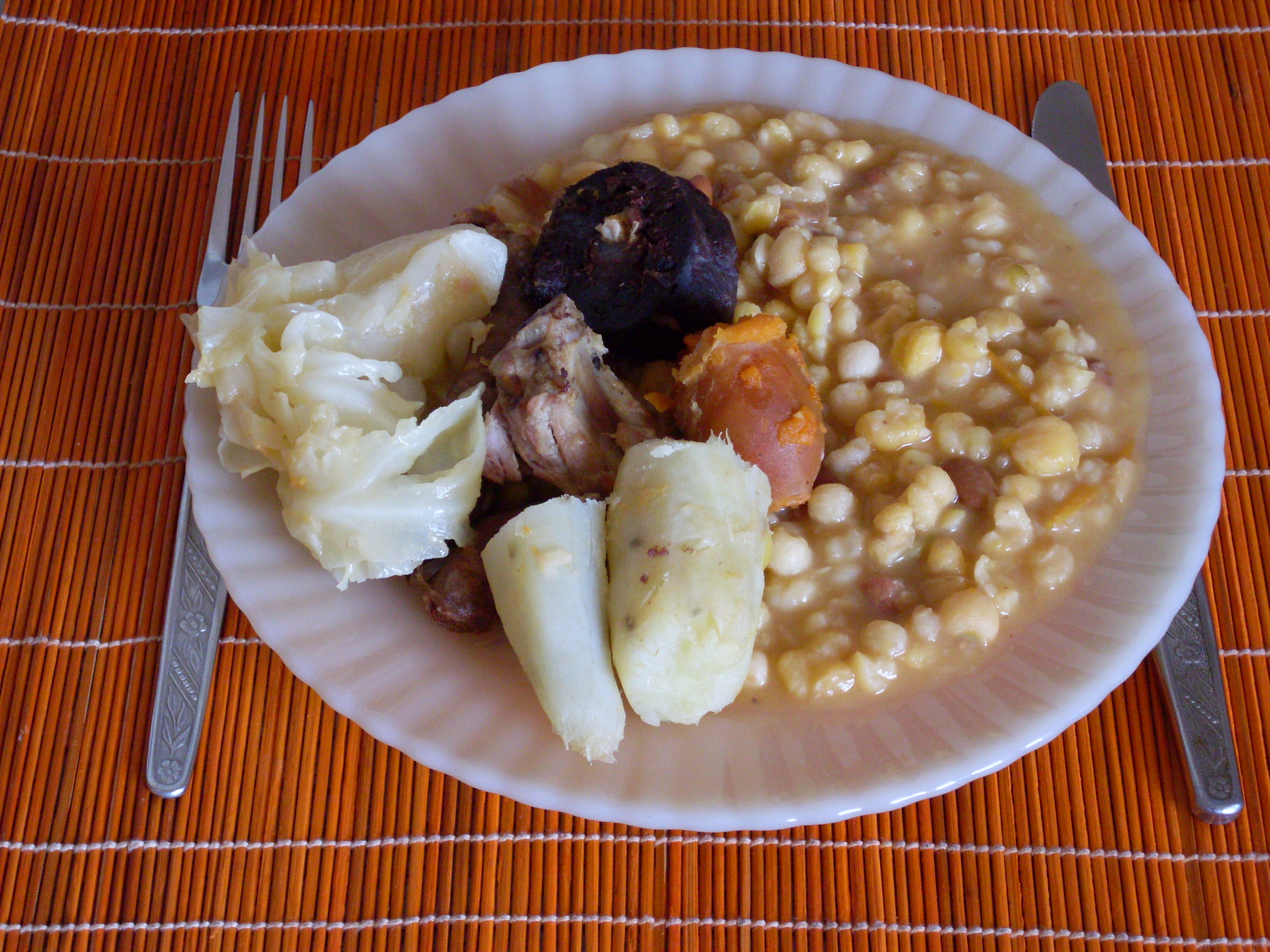
Cachupa

La cucina capoverdiana comprende le abitudini culinarie di Capo Verde. Si ritiene che sia una delle prime cucine fusion al mondo, in quanto possiede caratteristiche delle cucine africane, asiatiche ed europee. Gran parte dei piatti capoverdiani derivano dalla cucina portoghese, tuttavia il paese ha visto la coltivazione di prodotti di origine americana, come peperoncini, zucche, mais e manioca (cassava), e di origine asiatica, come ananas, zucchero, mango e papaya. Inoltre sono diffusi la semola e diversi stufati di origine africana.

## Caratteristiche principali

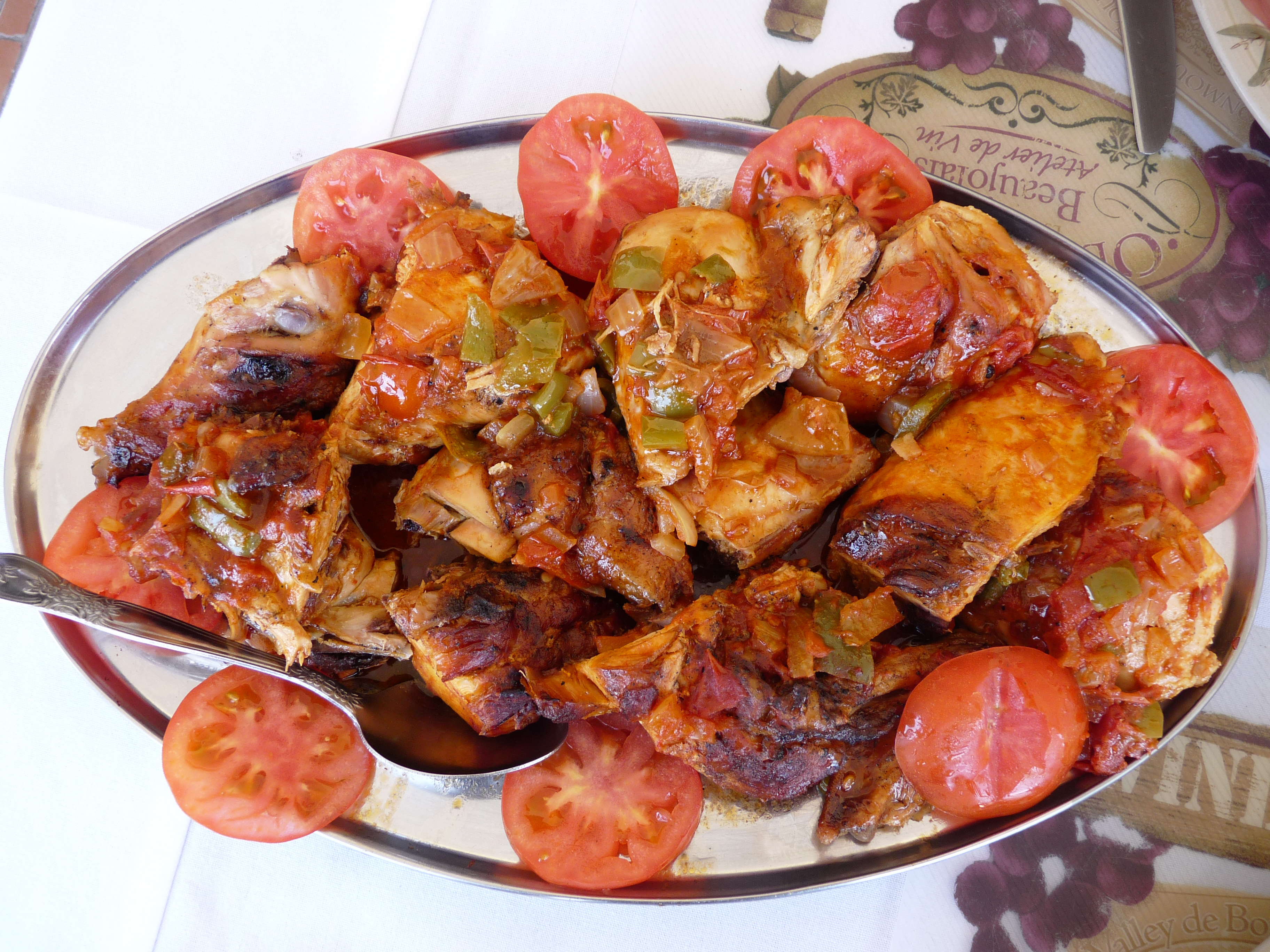
Pollo grigliato

Uno degli alimenti stabili della dieta capoverdiana è il pesce. Sono ampiamente disponibili tonno, pesce spada, wahoo, cernie, orata, polpo e bica, che possono essere cotti alla griglia e accompagnati con dell'insalata mista, del riso o delle verdure.
Il piatto nazionale del paese è la cachupa, uno stufato che si può trovare in due versioni: la cachupa povera è fatta con mais, manioca, fagioli, cipolle, patate dolci, cavolo e verdure, mentre la cachupa rica contiene pollo, carne di capra o tonno. Se guarnita con un uovo essa prende il nome di cachupa guisada. Tradizionalmente viene cucinata a fuoco lento in un calderone posto sui carboni.
A Capo Verde è diffuso il formaggio di capra, che viene servito come dessert con mango, guava o papaya. Tra gli altri piatti si citano lo xerém, una sorta di cuscus a base di mais, e due zuppe servite durante le ricorrenze, ovvero la canja (a base di pollo e riso) e il caldo de peixe (a base di pesce). È diffusa anche la linguiça (una salsiccia portoghese), nonché la jagacita, un piatto di riso con cipolle, fagioli rossi e paprika, e il gufong, un impasto fritto a base di farina, mais e banane. Una caramella tipica è il dulce de leche, a base di latte, zucchero e aceto bianco o limone.
La birra nazionale di Capo Verde è la Strela, mentre una tipica bevanda alcolica è il grogue, un distillato di zucchero di canna che si mischia insieme alla melassa come base per il ponche. Il grogue può anche essere la base di una versione locale della caipirinha brasiliana, insieme a succo di limone, ghiaccio e zucchero. Ponche e grogue danno invece origine alla cortada.